# Рисоїд чорнодзьобий
Рисоїд чорнодзьобий (Sporophila atrirostris) — вид горобцеподібних птахів родини саякових (Thraupidae). Мешкає в Південній Америці.

## Підвиди
Виділяють два підвиди:
- S. a. atrirostris (Sclater, PL & Salvin, 1878) — передгір'я Анд на півдні Колумбії (Путумайо), на сході Еквадору, на півночі і в центрі Перу (на південь до Уануко);
- S. a. gigantirostris (Bond, J & Meyer de Schauensee, 1939) — передгір'я Анд на південному сході Перу (на південь від регіону Мадре-де-Дьйос) та на півночі Болівії (Бені).

## Поширення і екологія
Чорнодзьобі рисоїди мешкають в Колумбії, Еквадорі, Перу і Болівії. Вони живуть на вологих і заплавних луках, на болотах та інших водно-болотних угіддях, в чагарникових заростях поблизу води. Зустрічаються на висоті від 200 до 1100 м над рівнем моря.